# Spertiniïta
La spertiniïta és un mineral de la classe dels òxids. Rep el nom en honor de Francesco Spertini (n. 1937), geòleg en cap de la mina Jeffrey, al comtat de Richmond, al Quebec (Canadà), la seva localitat tipus.

## Característiques
La spertiniïta és un òxid de fórmula química Cu(OH)₂. Va ser aprovada com a espècie vàlida per l'Associació Mineralògica Internacional l'any 1980, sent publicada per primera vegada un any més tard. Cristal·litza en el sistema ortoròmbic. Químicament és similar a l'anthonyita. Només pel que fa a la química és l'anàleg de coure de la wülfingita, que també és ortoròmbica però té un grup espacial diferent.
Segons la classificació de Nickel-Strunz, la spertiniïta pertany a «04.FD: Hidròxids amb OH, sense H₂O; cadenes d'octaedres que comparteixen angles» juntament amb els següents minerals: bracewel·lita, diàspor, goethita, groutita, guyanaïta, montroseïta, tsumgallita, manganita, yttrotungstita-(Y), yttrotungstita-(Ce), frankhawthorneïta, khinita i parakhinita.

## Formació i jaciments
Va ser descoberta a la mina Jeffrey, a la localitat d'Asbestos, a Les Sources RCM, dins la regió d'Estrie (Quebec, Canadà). Tot i tractar-se d'una espècie no gaire habitual ha estat descrita en tots els continents del planeta a excepció de l'Antàrtida.